# ذخیره‌گاه طبیعی گراند ماتوری
ذخیره‌گاه طبیعی گراند ماتوری (به فرانسوی: Réserve naturelle nationale du mont Grand Matoury) یک ذخیره‌گاه طبیعی و پارک در فرانسه است که در متوری واقع شده‌است.